# Арруасу
Арруасу (баск. Arruazu, ісп. Arruazu) — муніципалітет в Іспанії, у складі автономної спільноти Наварра. Населення — 119 осіб (2009).
Муніципалітет розташований на відстані близько 320 км на північний схід від Мадрида, 33 км на північний захід від Памплони.

## Демографія
Динаміка населення (INE ):

## Галерея зображень

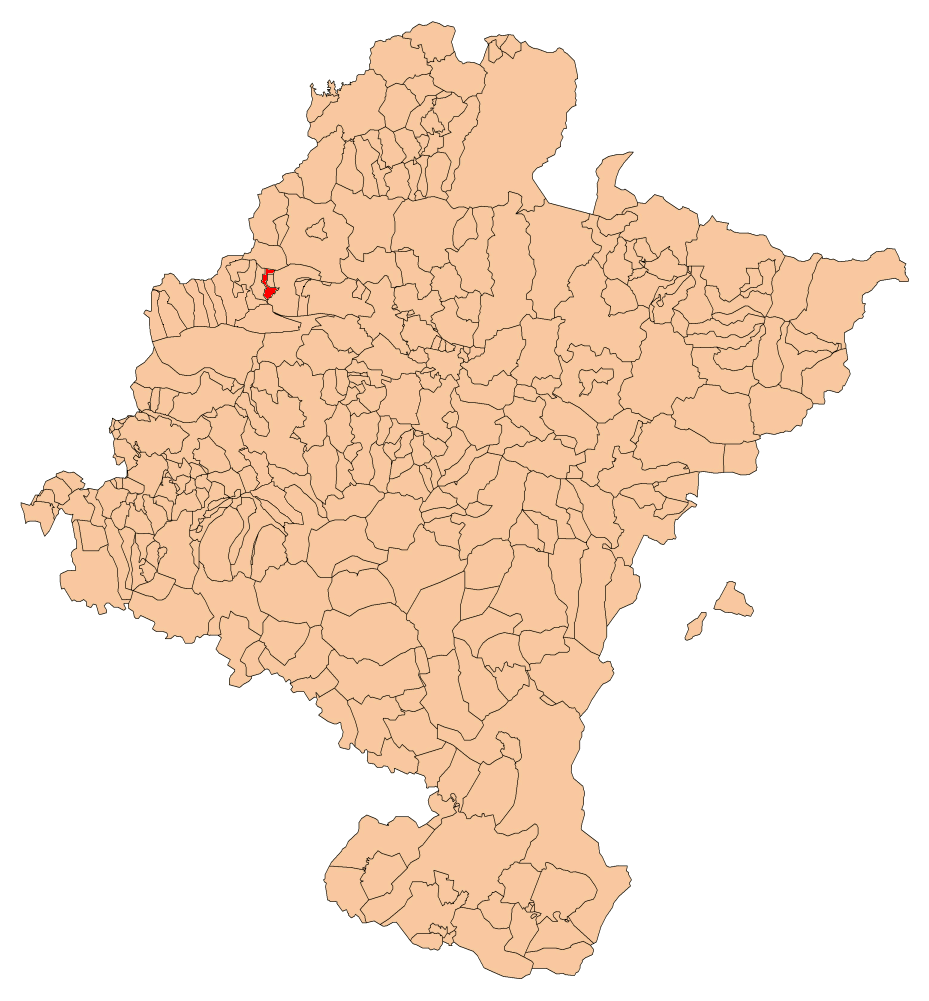
Розташування муніципалітету